# Freileben (Lebusa)

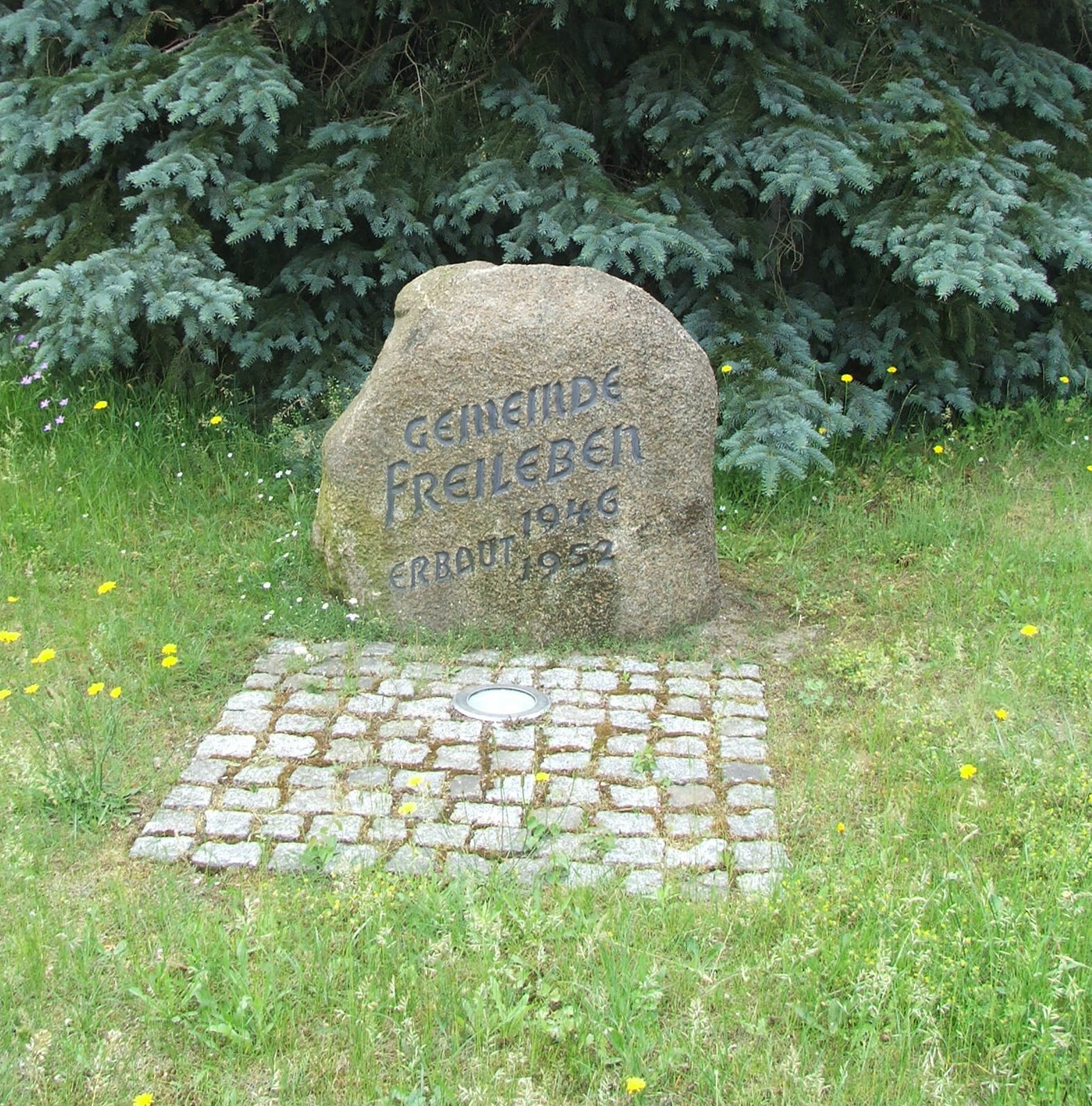
Gedenkstein in Freileben

Freileben ist ein Ortsteil der Gemeinde Lebusa im Amt Schlieben im Landkreis Elbe-Elster im Bundesland Brandenburg. Der Ortsteil hatte am 1. Januar 2000 325 Einwohner.

## Geografie

### Geografische Lage
Freileben liegt im Nordosten des Amtes Schlieben, an der Landesstraße L704 zwischen Kolochau und Lebusa. Der Ort ist von Nadel- und Mischwald umgeben. Westlich und nördlich des Ortes liegen Ackerflächen.
Der Gemeindeteil Striesa liegt nordwestlich von Freileben. Südlich des Ortes befindet sich das Naturschutzgebiet Hölle.

## Geschichte

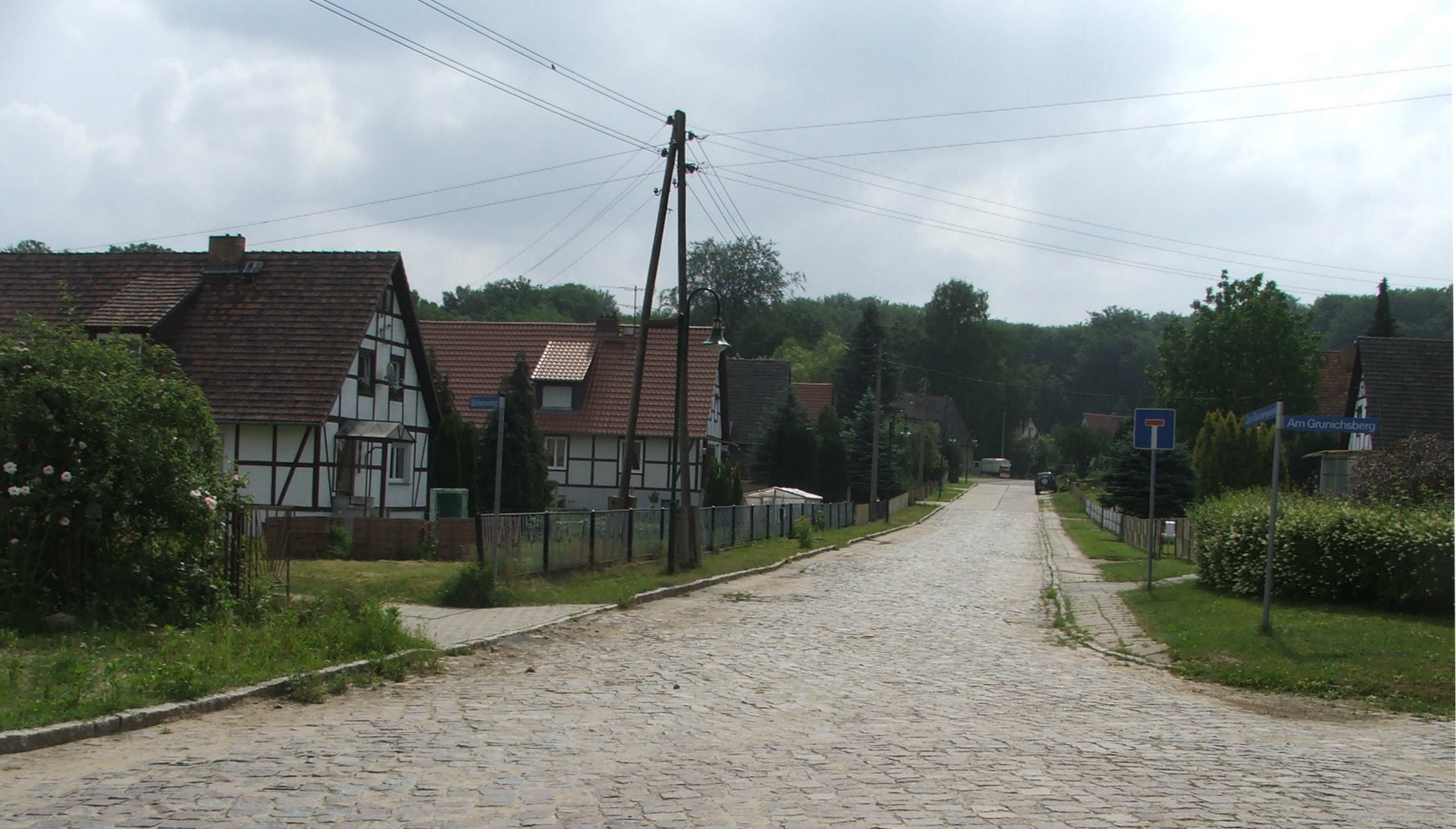
Buchengrund

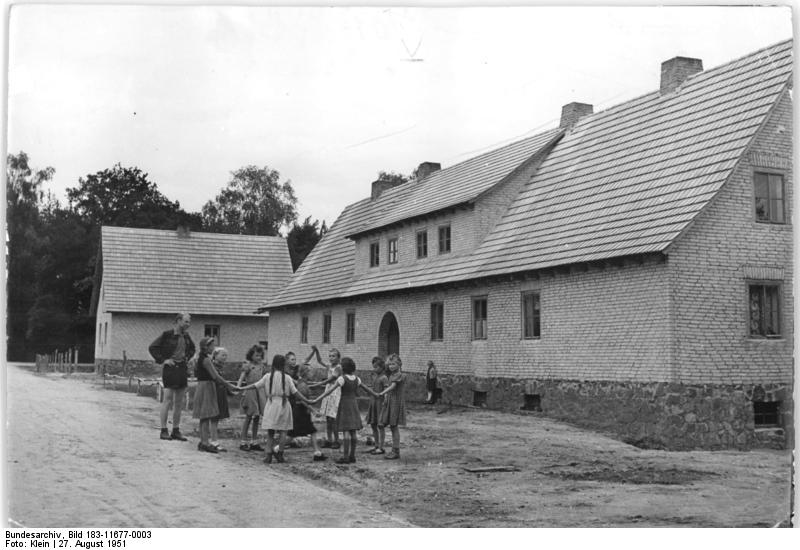
Blick auf Dorfstraße 1951

Im Sommer 1945 bestand durch den Zuzug von Vertriebenen und Flüchtlingen aus Böhmen und Mähren, aber auch aus Schlesien, Ostpreußen und Westpreußen ein hoher Bedarf an Wohnraum. Zwar waren die Flüchtlingsfamilien in Bauernhöfen und Notunterkünften untergebracht, hatten aber kaum eine eigene Lebensgrundlage, was immer wieder zu Spannungen mit der einheimischen Bevölkerung führte. In der leerstehenden Försterei Waidmannsruh zwischen Lebusa, Hohenbucko und Krassig waren damals neun Familien einquartiert. Auch das Schloss in Lebusa war mit Familien voll belegt.
Im Rahmen der Bodenreform versuchte die KPD eine Siedlung auf dem Gelände des Rittergutes Lebusa zu errichten, was zunächst an der Verfügbarkeit von Baumaterial scheiterte. Zeitgleich warb man mit Annoncen für das Siedlungsprojekt.
Im April 1946 begannen 19 Familien mit dem Bau der ersten zehn Häuser in Freileben. In der Chronik von Lebusa heißt es: … Das einzige, was zum Hausbau in genügender Menge zur Verfügung stand, war Holz, alles andere fehlte, sogar Wasser. Das mußte aus Gräben eimerweise herangetragen werden und für den Sandtransport aus der in der Nähe liegenden Sandgruben mußten oftmals, wenn der Sand dringend gebraucht wurde, sogar Frauen mit Handwagen eingesetzt werden.
Frau Marta Grasse beendete als Erste die Kellerschachtung, deshalb wurde auch dort am 1. September 1946 unter der Schwelle ihres Hauses Zum Buchengrund 6 der Grundstein für den Ort gelegt. „Es war eine schwere Zeit“, erinnerte sich die 83-Jährige. Tagsüber die Arbeit auf dem Feld, nach Feierabend der Hausbau. Am 3. November 1946 gründeten 30 Siedler die Mustersiedlung Waidmannsruh. Die Siedlung sollte als Musterdorf in einer sozialistischen Gesellschaft dienen. Im Zuge der Bodenreform erhielt die Siedlergenossenschaft 789 Hektar Boden aus dem Besitz des ehemaligen Rittergutes in Lebusa. Es handelte sich vor allem um Waldflächen, auf denen der Baumbestand durch Waldbrände vernichtet worden war (dieses Gebiet gehörte während des Zweiten Weltkrieges zu einem Schießplatz der deutschen Wehrmacht). In unmittelbarer Nähe befand sich das Konzentrationsaußenlager Schlieben, eine Rüstungsfabrik des HASAG-Konzerns, in der über 2.000 Häftlinge vom KZ Buchenwald als billige Arbeitskräfte eingesetzt waren.
Die Landesregierung von Sachsen-Anhalt bewilligte 50.000 Mark als Soforthilfe und weitere eine Million Mark bis 1949 in Form von Krediten zum Ausbau des Ortes. Durch den Anbau von Tabak wurden bald gute Einnahmen erzielt, welche in einen Fuhrpark, eine Werkstatt und ein Sägewerk investiert wurden. Auch dabei wurde die Genossenschaft unterstützt, diesmal von der sowjetischen Militärverwaltung Merseburg SMAD, welche schon in dem Befehl 115 vom 8. September 1945 Hilfe bei der Gründung eines neuen Dorfes zugesichert hatte. In der Folgezeit bekam die Genossenschaft 23 Waggons Kalk, 20.000 Liter Dieselkraftstoff und einige Fahrzeuge. Dennoch konnten die ersten zehn Wohnhäuser erst 1948 bezogen werden. Weitere Gewerke wie eine Gärtnerei wurden eingerichtet und erweitert. Am 7. Oktober 1948 erließ die Landesregierung von Sachsen-Anhalt ein Gesetz über die Gründung der Gemeinde Freileben. Die Gründungsfeierlichkeiten fanden am 24. Oktober 1948 statt. Erster Bürgermeister der Gemeinde war Ernst Sachse. Bis 1950 entstanden weitere 73 Wohnhäuser, eine Verkaufsstelle, eine Poststelle, eine Bücherei, ein Kuhstall, Schweinestall und größere Obstplantagen. Außerdem gründete sich im gleichen Jahr die Freiwillige Feuerwehr Freileben. 1950 legte der erste Bürgermeister sein Amt nieder. Neuer Bürgermeister wurde Franz Hiller. Am 1. Juli 1950 wurde Striesa ein Ortsteil von Freileben. 1951 konnte das Landambulatorium eingeweiht werden. Wiederholt wurde Geld der Genossenschaft unterschlagen, was beinahe zum wirtschaftlichen Ende der Genossenschaft führte. Der Hauptbuchhalter und ein Vorstandsmitglied setzten sich nach West-Berlin ab, um sich so der Strafverfolgung durch DDR-Behörden zu entziehen. Am 10. Februar 1952 wurde auf Druck der Landesregierung die Auflösung der Genossenschaft beschlossen. Alle Siedler erhielten ihre erarbeiteten Anteile zurück. Die Betriebe wurden verstaatlicht bzw. in volkseigenes Vermögen überführt. 1961 entstand eine Hilfsschule mit Internat im Ort.
Am 31. Dezember 2001 wurde Freileben nach Lebusa eingemeindet.